# Мугайське
Муга́йське (рос. Мугайское) — селище у складі Махньовського міського округу Свердловської області.
Населення — 5 осіб (2010, 15 у 2002).
Національний склад населення станом на 2002 рік: росіяни — 80 %.